# Scott Simpson
Scott Simpson, né le 17 septembre 1955 à San Diego, est un golfeur américain.

## En bref
- Débuts professionnels : 1977

Effectuant ses études à l'Université de Californie du Sud, il entame sa carrière avec deux titres NCAA d'affilée. Passé pro dans la foulée, il remporte 7 tournois sur le PGA Tour avec en point d'orgue une victoire en Majeur à l'US Open 1987. Il évolue depuis 2005 sur le Champions Tour.